# Dècada del 580

## Esdeveniments
- Conversió dels visigots al cristianisme
- Guerra entre l'Imperi Romà d'Orient i els perses
- La prefectura del pretori d'Àfrica dona pas a l'Exarcat d'Àfrica.
- Comença el domini de la dinastia Sui a la Xina
- Darrera reunió del senat romà

## Personatges destacats
- Recared
- Leovigild